# سیرکل کی
سیرکل کی (انگلیسی: Circle K) شرکت خرده‌فروشی و مدیریت جایگاه‌های سوخت آمریکایی است، که در سال ۱۹۵۱ توسط فرد هروی تأسیس شد و هم‌اکنون دارای شبکه گسترده‌ای از ۱۵ هزار شعبه در ۳۰ کشور جهان می‌باشد.